# Katharine Elizabeth McBride
Katharine Elizabeth McBride (* 14. Mai 1904 in Philadelphia, Pennsylvania; † 3. Juni 1976) war eine US-amerikanische Psychologin und Hochschullehrerin. Sie war die 4. Präsidentin des Bryn Mawr College.

## Leben und Werk
McBride wurde als Tochter von Sally Hulley Neals und dem Maschinenbauingenieur Thomas Canning McBride geboren. Sie studierte am Bryn Mawr College und erhielt 1925 ihren Bachelor-Abschluss cum laude und 1927 ihren Master-Abschluss, während sie als Teilzeit-Psychologielehrerin arbeitete. Sie studierte dann für ein Jahr Neurologie an der Columbia University und kehrte 1929 an das Bryn Mawr College zurück, wo sie 1932 promovierte.

### Aphasie-Studie
Nach Abschluss ihres Studiums lud der Neurologe Theodore Weisenburg sie ein, mit ihr eine Studie zur Bewertung und empirischen Klassifizierung von Aphasie durchzuführen. Die Studie wurde finanziert, dauerte fünf Jahre und konzentrierte sich auf die Klassifizierung und Bewertung von Aphasie bei Erwachsenen. Ihre Studie umfasste 230 Probanden, darunter 60 Patienten mit Aphasie. Sie stimmten sie hinsichtlich Bildung, Alter und beruflichem Hintergrund ab, was eine bedeutende Entwicklung in der Geschichte der Aphasieforschung war, da die beiden Gruppen vergleichbar waren. Ihre Bewertungsmethode umfasste eine Vielzahl von verbalen und nonverbalen Tests. Am Ende ihrer Studie konnten sie wichtige psychologische Unterschiede identifizieren und eine einfache Klassifizierung der Aphasie vornehmen, einschließlich expressiver, rezeptiver, expressiv-rezeptiver und amnesischer Arten von Störungen. Die Ergebnisse ihrer Studie wurden 1935 in einem Buch veröffentlicht, welches sich speziell mit Aphasie in Bezug auf standardisierte psychologische Tests und klinische neurologische Untersuchungen befasste. Darüber hinaus verfassten beide 1936 ein weiteres Buch mit dem Titel: Adult Intelligence. Dieses Buch enthielt detaillierte Informationen zu ihren Aphasiemessungen, einschließlich verschiedener Aufgaben in den Bereichen Schreiben, Lesen, Mathematik und Sprachverständnis.
Nach dem Tod von Weisenburg konzentrierte sich McBride auf ihre administrative Karriere in der Hochschulbildung und wurde zur Assistant-Professorin in Education und 1938 zur Associate Professorin in Psychology am Bryn Mawr College befördert. 1940 wurde sie Dekanin am Radcliffe College in Boston. Am 28. November 1941 wurde sie als die jüngste Präsidentin einer amerikanischen Universität ernannt. Sie war die vierte Präsidentin des Bryn Mawr College und war die Nachfolgerin von Marion Edwards Park. In ihrem ersten Jahr als Präsidentin unterrichtete sie Kinderpsychologie und leitete den Psychology Journal Club mit. Obwohl sie keine praktizierende Neuropsychologin war, legte sie weiterhin Wert auf Standardisierung und entwickelte Testinstrumente. Als Präsidentin des Bryn Mawr College gründete sie eine separate Schule für Sozialarbeit, einen Laborkindergarten und das Child Study Institute. Sie ergänzte die Kursangebote in Mathematik, Naturwissenschaften und Fremdsprachen. Sie war eine Verfechterin der Hochschulbildung und gegen die Idee, dass Frauen sich nur auf die Vorbereitung auf Ehe und Familienleben konzentrieren sollten. Sie war der festen Überzeugung, dass Frauen neben Männern studieren können sollten und es keinen separaten Lehrplan für Frauen geben sollte.
Sie beteiligte sich aktiv in einer Reihe von Bildungsorganisationen wie dem College Examination Board (1949–1952), dem Educational Testing Service (1947–1964) und dem American Council on Education (1955–1956). 1952 war sie die erste Treuhänderin der University of Pennsylvania und dem Radcliff College. Von 1963 bis 1967 war sie Mitglied des Pennsylvania State Board of Education. Sie erhielt mehr als 20 Auszeichnungen für ihre Beiträge zur Frauenbildung von Organisationen wie der National Science Foundation, der Carnegie Foundation zur Förderung der Lehre, der American Psychological Association und der American Association of University Women. 1968 wurde sie zum Fellow of the American Academy of Arts and Sciences gewählt.
Nach ihrer Pensionierung 1970 blieb sie in nationalen Organisationen wie der American Psychological Association und der American Association of University Women weiterhin engagiert. Sie unterrichtete auch am Bryn Mawr College und war in örtlichen Kliniken für Fälle von Sprachstörungen bei Kindern tätig.

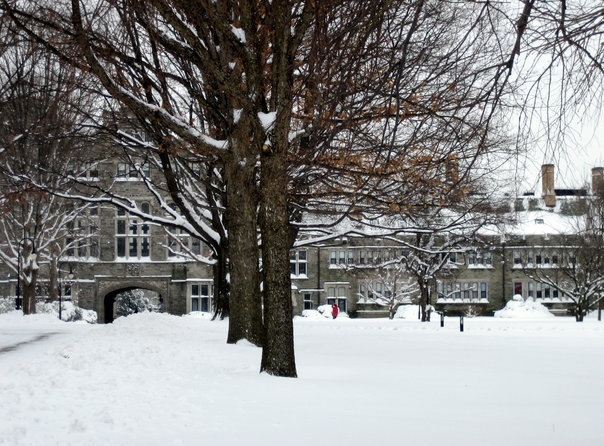
Pembroke Hall mit McBride Gateway auf dem Campus des Bryn Mawr College

1984 wurde das McBride Scholars-Stipendium eingerichtet und das McBride Gateway vor der Pembroke Hall am Bryn Mawr College wurde nach ihr benannt.

## Veröffentlichungen (Auswahl)
- Higher Education and the Pace of Change, University of Pittsburgh Press, 1972.
- A psychological study of aphasia. Unpublished dissertation, Bryn Mawr College, 1932.
- mit T. H. Weisenburg:  Aphasia: A clinical and psychological study. New York, NY: The Commonwealth Fund, 1935.
- mit T. H. Weisenburg, A. Roe:  Adult intelligence: A psychological study of test performances. New York, NY: The Commonwealth Fund, 1936.
- Henry Head: 1861–1940. The American Journal of Psychology, 54, 444–446, 1941.
- Review of “Language and language disturbances: Aphasic symptom complexes and their significance for medicine and the theory of language.” Journal of Abnormal and Social Psychology, 45, 404–405, 1950.